# Cybermaster

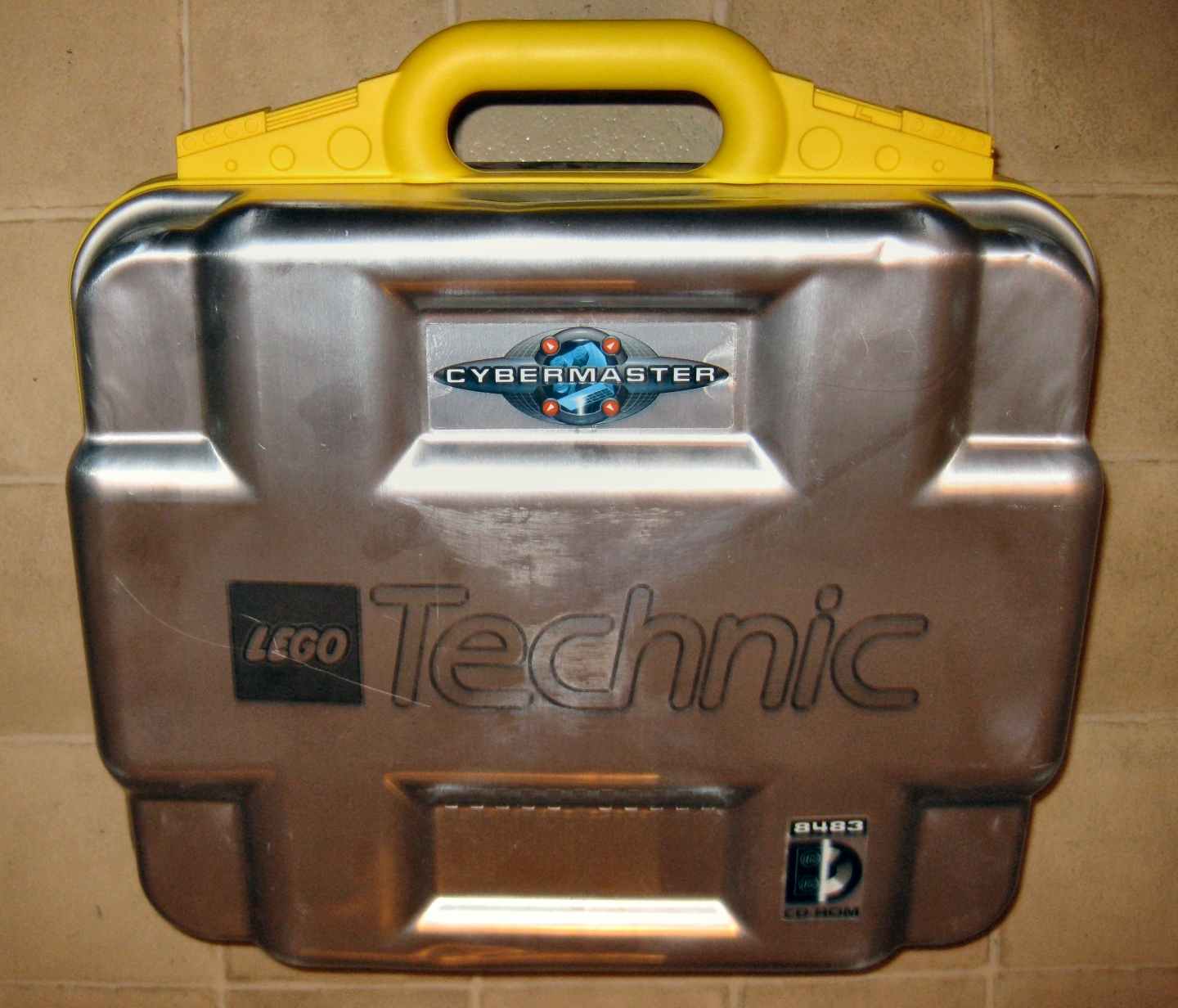
Im Alu-Koffer als Set 8483

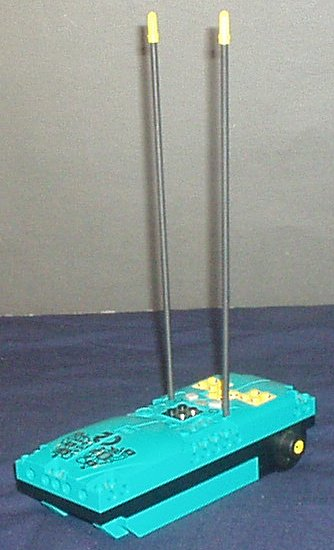
Cybermaster-Steuerung mit zwei integrierten Motoren sowie der Anschlussmöglichkeit von einem weiteren Aktor und drei Sensoren

Der Cybermaster kann als Vorläufer des Robotic Command Explorer aus der Mindstorms-Serie von Lego angesehen werden. Im Gegensatz zu diesem wurde der Cybermaster über eine Funkverbindung mit einem PC verbunden und konnte nur ein Programm speichern. Das Programm wird über eine Taste am Cybermaster selber oder über die Funkverbindung gestartet.
Der Cybermaster kann mit der mitgelieferten Software oder mit Hilfe der Programmierumgebung BricxCC und der Sprache NQC (not quite C) programmiert werden.
Zusätzlich zum „autarken Modus“, in dem der Cybermaster von dem vorher in ihn hinein gespeicherten Programm gesteuert wird, gibt es auch einen „ferngesteuerten Modus“, in dem die Motoren des Cybermaster von einem PC aus durch die Funkverbindung direkt gesteuert und die Sensordaten, die mit 10 Bit Auflösung gesampelt werden, fernabgefragt werden können.
Eingebaut in den Cybermaster sind zwei Elektromotoren, zusätzlich kann ein 9V Legomotor oder Lampenstein angeschlossen werden.
Ebenfalls enthalten sind drei Tastsensoren in grün-transparentem Gehäuse mit farblich gekennzeichneten Tastern (weiß, gelb, rot). Für diese bietet der Cybermaster drei Sensor-Anschlüsse. Die hellgrauen, äußerlich baugleichen Tastsensoren des RCX können nicht mit der Originalsoftware verwendet werden, da die durchsichtigen Tastsensoren des Cybermaster spezielle Widerstände zur Unterscheidung enthalten. Bei der Programmierung mit alternativen Programmierumgebungen sind auch die RCX Sensoren einsetzbar.
Die mitgelieferte Software führt in die Erlebniswelt 'Technic City' und enthält die Bauanleitungen für verschiedene Roboter. Außerdem enthält es Lego Elemente für einen Kettenantrieb, der in keinem anderen Lego Set verwendet wurde. Als Besonderheit wurde der Cybermaster in Deutschland als Set 8483 in einem Metallkoffer verkauft. Das Cybermaster Set war das erste Legoset, das gleichzeitig Software und einen programmierbaren Legostein enthielt.
Neben dem 1998 erschienenen Cybermaster-Set mit CD-ROM erschien 1999 auch eine separate Erweiterungs-CD-ROM mit dem Titel Mission. Diese CD-ROM enthielt unter anderem eine Bauanleitung zum Bau eines Flugzeugs aus den Lego-Teilen des Cybermaster-Sets.
Mission wurde als Lego Technic Set 8450 mit den nötigen Bausteinen und gedruckter Anleitung zudem als eigenständiges Set veröffentlicht.